# بذرافشانی

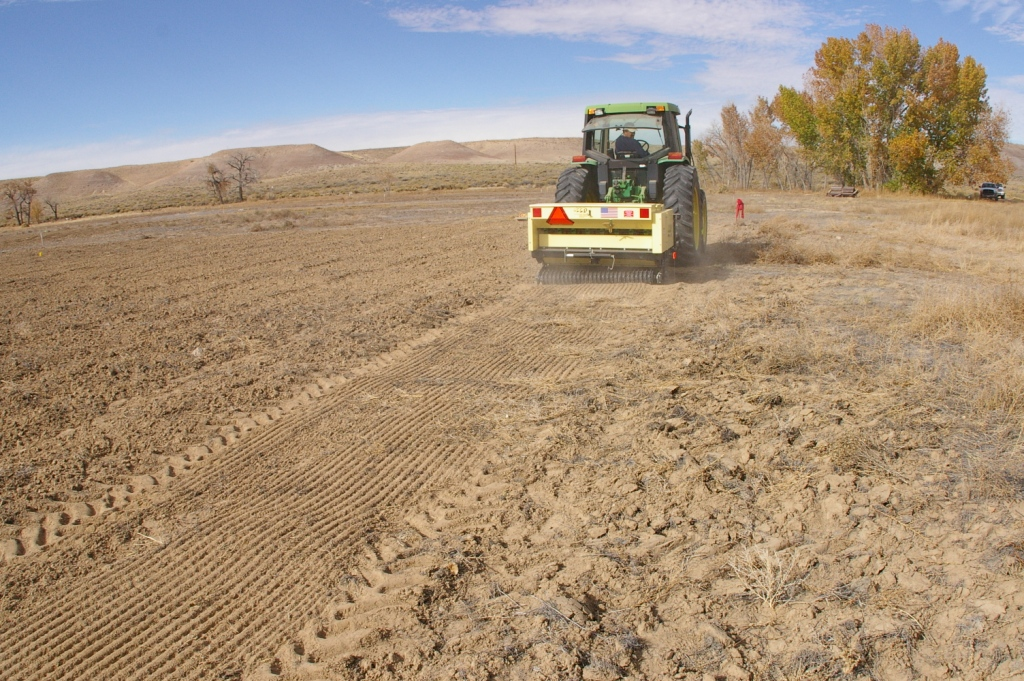
دستگاه بذرافشان

در کشاورزی، باغبانی و جنگل‌داری، بذرافشانی (به انگلیسی: Broadcast seeding) روشی برای کاشت است که شامل پراکندن بذر به صورت دستی یا مکانیکی در سطح نسبتاً گسترده است. این روش برخلاف:
- دانه‌کاری دقیق، جایی که بذر در فاصله و عمق دقیق قرار می‌گیرد.
- آب‌دانه‌پاشی، که در آن دوغاب بذر، مالچ و آب روی زمین آماده شده در یک لایه یکنواخت اسپری می‌شود.